# Fétigny, Fribourg
Fétigny är en ort och kommun i distriktet Broye i kantonen Fribourg, Schweiz. Kommunen har 1 189 invånare (2023).